# John Lothrop Motley
Pour les articles homonymes, voir Lothrop et Motley.
John Lothrop Motley, né le 15 avril 1814 à Dorchester (Massachusetts) et mort le 29 mai 1877 près de Dorchester (Dorset), est un historien et diplomate américain. Il est l'un des rares amis d'Otto von Bismarck, futur chancelier de la Prusse, puis de l'Empire allemand, qu'il rencontrera durant ses études en Allemagne, à l'université de Göttingen, en 1833.

## Publications
C'est une liste incomplète.
- Morton's Hope, or the Memoirs of a Provincial, 1839
- Life and Character of Peter the Great dans North American Review, 1845
- On Balzac's Novels dans North American Review, 1847
- Merry Mount, a Romance of the Massachusetts Colony, 1849
- Polity of the Puritans dans North American Review, 1849
- The Rise of the Dutch Republic, 3 vol., 1856
- Florentine Mosaics dans Atlantic Monthly, 1857
- History of the United Netherlands, 4 vol., 1860–67
- Causes of the Civil War in America dans Times, 1861
- Historic Progress and American Democracy, 1868
- Review of S. E. Henshaw's History of the Work of the North-West Sanitary Commission dans Atlantic Monthly, 1868
- Democracy, the Climax of Political Progress and the Destiny of Advanced Races: an Historical Essay 1869
- The Life and Death of John of Barneveld, 2 vol., 1874